# Jozef Buček
Jozef Buček (ur. 6 maja 1960 w Koszycach) – słowacki polityk, nauczyciel i przedsiębiorca, poseł do Rady Narodowej, wiceminister spraw wewnętrznych.

## Życiorys
Ukończył w 1984 studia na Wydziale Pedagogicznym Uniwersytetu Pavla Jozefa Šafárika z siedzibą w Preszowie. Pracował jako nauczyciel, a od 1991 jako dyrektor szkoły. W 1992 przeszedł do sektora prywatnego, pełnił dyrektorskie funkcje w spółkach prawa handlowego zaangażował się w działalność polityczną w ramach partii SMER. W 2002 po raz pierwszy wybrany na posła do Rady Narodowej, reelekcję uzyskiwał w 2006, 2010 i 2012. Od 2006 do 2010 zajmował stanowisko sekretarza stanu w Ministerstwie Spraw Wewnętrznych w pierwszym rządzie Roberta Ficy. Powrócił na ten urząd w 2012, gdy Robert Fico ponownie został premierem. W 2016 ponownie objął mandat poselski.